# Dialetto legnanese
Il dialetto legnanese (nome nativo legnanés, AFI: [leɲaˈneːs]) è un dialetto della lingua lombarda (appartenente al ramo occidentale) che è parlato nei dintorni di Legnano, comune della città metropolitana di Milano, in Lombardia. È parlato da circa il 30% della popolazione dell'area in cui è diffuso.
Legnano, a partire dall'XI secolo, iniziò a legarsi con Milano. Il borgo legnanese, infatti, rappresentava, per chi proveniva da nord, il passaggio di accesso al contado milanese e quindi aveva un'importante funzione strategica per la città meneghina. Il legame tra Legnano e Milano influenzò anche il vernacolo legnanese, che iniziò a differenziarsi dal limitrofo dialetto bustocco. Infatti, grazie ai frequenti contatti tra le due città, il dialetto milanese iniziò a "contaminare" l'idioma parlato a Legnano. Nonostante questa tendenza, il dialetto legnanese continuò a conservare - nei secoli - una cospicua diversità rispetto alla parlata meneghina.
Un importante tratto fonetico distintivo che è presente nel legnanese e nel limitrofo bustocco, e che differenzia queste parlate dagli idiomi delle isoglosse contigue, è la conservazione delle vocali finali non accentate. Invece, a causa della contaminazione del dialetto milanese, il vernacolo di Legnano, a differenza del dialetto bustocco, non conserva la vocale atona finale per molte parole. Un'altra caratteristica che differenza il dialetto legnanese da quello bustocco riguarda la -r intervocalica. Nel vernacolo legnanese è stata conservata, mentre in quello bustocco è stata eliminata.
In dialetto legnanese sono scritti gli spettacoli della compagnia teatrale italiana dialettale "I Legnanesi".

## Storia

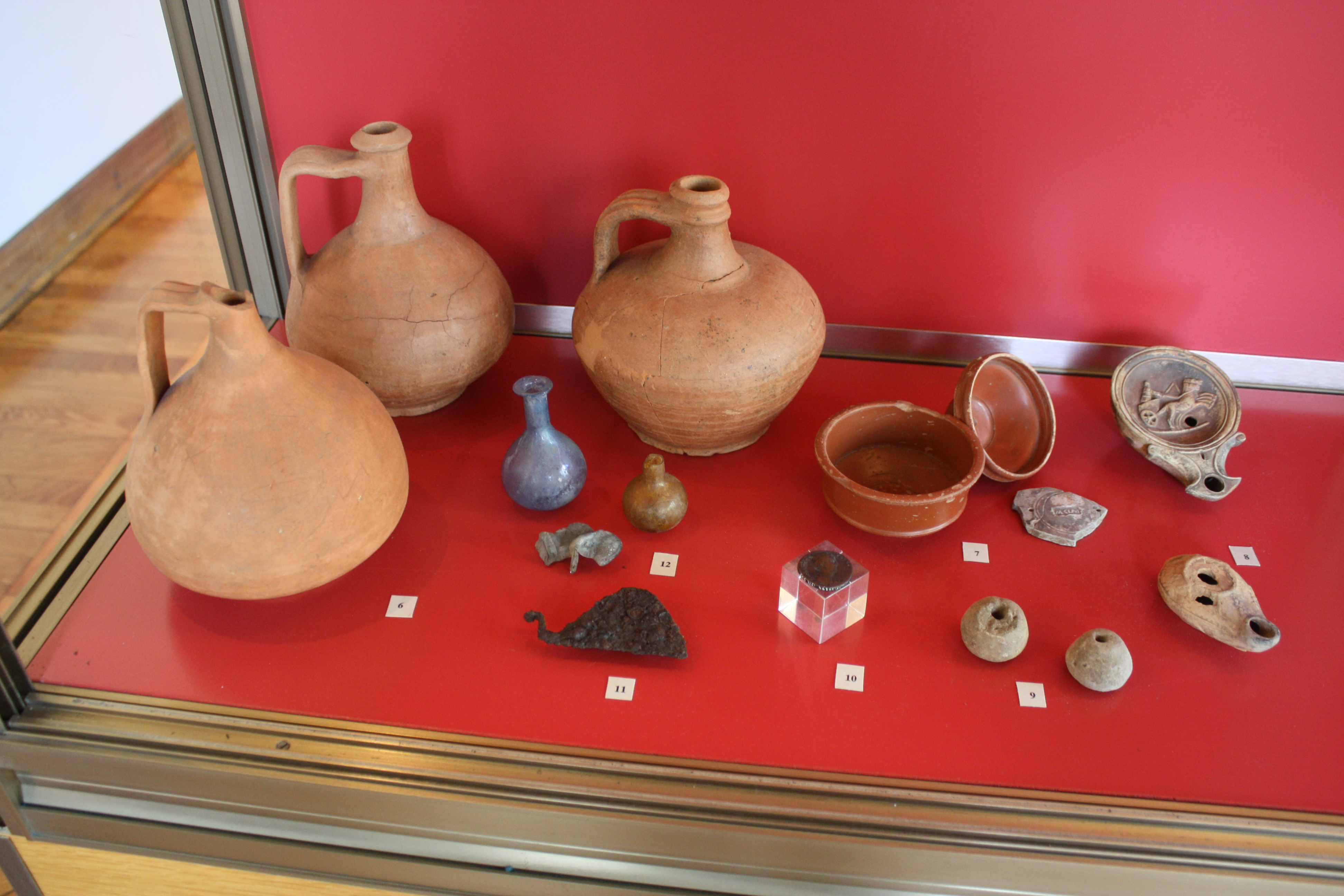
Ritrovamenti di epoca romana (II sec. d.C.) rinvenuti tra il 1957 e il 1960 presso Casina Pace a Legnano. Sono olpi in argilla, coppette, lucerne, fusarole, monete, rasoi e balsamari. Sono conservati presso il Museo civico Guido Sutermeister di Legnano

Il sostrato linguistico più datato che abbia lasciato traccia nel Legnanese e di cui si abbia qualche notizia è quello degli antichi Liguri. Le informazioni disponibili per questo idioma sono però molto vaghe ed estremamente limitate. Ben diverso è invece il quadro che si può tracciare per le popolazioni che si sostituirono ai Liguri, i Celti (o "Galli"). L'influenza linguistica che ebbero i Celti sulle parlate locali fu cospicua, tanto che ancora oggi il dialetto legnanese è classificato come "gallo-romanzo". Fu però la dominazione romana, che soppiantò quella celtica, a plasmare l'idioma locale parlato a Legnano, tanto che il lessico e la grammatica di questo vernacolo è di derivazione romanza.
L'influenza della lingua latina nei territori dominati non fu però omogenea. Gli idiomi parlati nelle varie zone, a loro volta, vennero infatti influenzati dai sostrati linguistici precedenti. Ogni zona, infatti, era contraddistinta dall'aver avuto una caratterizzazione maggiore o minore nei confronti dell'antico ligure o delle parlate celtiche, e il Legnanese non fu un'eccezione. I dati sull'effettiva influenza di questi due sostrati sui vari dialetti sono però molto pochi e di varia interpretazione. Da ciò è nato un dibattito tra gli studiosi di linguistica che ha portato ad una grande prudenza nell'assegnamento di una data caratteristica fonetica del dialetto legnanese al sostrato ligure o a quello celtico.

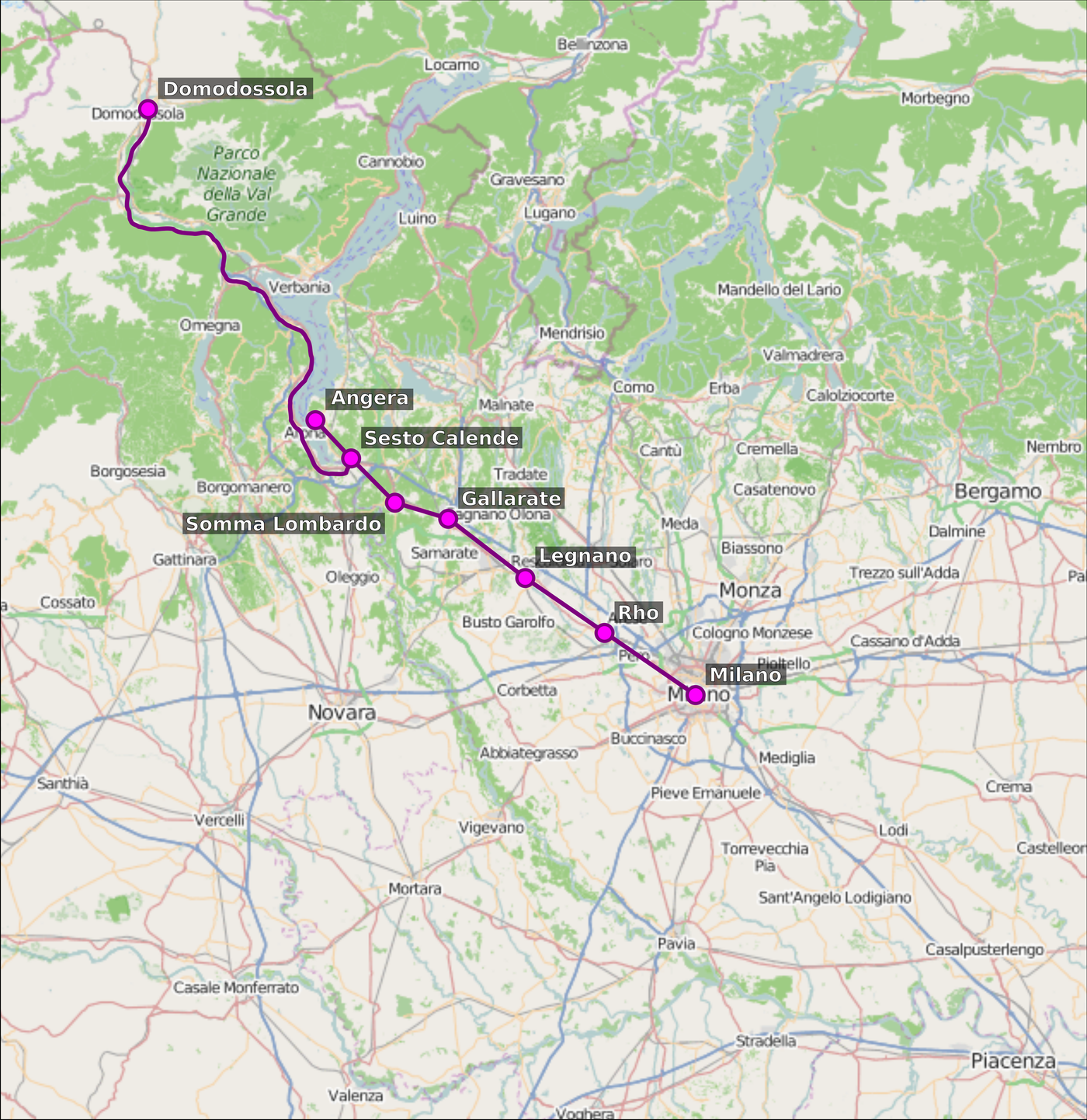
Percorso della via Severiana Augusta, antica strada romana che venne utilizzata anche nel Medioevo e nei secoli seguenti

La nascita dei moderni dialetti è riconducibile alla situazione che si creò dopo la caduta dell'Impero romano d'Occidente. La popolazione locale subì infatti una regressione amministrativa, economica, demografica e culturale che portò alla formazione di piccole comunità isolate tra loro. A causa dell'isolamento che patirono questi gruppi, la lingua parlata si evolse in diverse varianti, che erano caratteristiche della comunità che le utilizzava. I confini linguistici di questi dialetti si definirono poi nei secoli successivi con l'istituzione delle pievi. Queste circoscrizioni erano infatti il punto di riferimento di una comunità specifica, che infatti gravitava intorno ad esse per discutere e risolvere le questioni quotidiane. Come conseguenza, in corrispondenza di ogni pieve, nacque un'isoglossa i cui confini linguistici sono giunti, a parte modifiche minime, fino al XXI secolo.
Legnano, a partire dall'XI secolo, iniziò a legarsi con Milano. Il borgo legnanese, infatti, rappresentava, per chi proveniva da nord, un facile accesso al contado milanese, dato che si trovava allo sbocco della Valle Olona, che termina a Castellanza; tale varco doveva essere quindi chiuso e strenuamente difeso per prevenire l'attacco a Milano, che era agevolato anche dalla presenza di un'importante strada che esisteva fin dall'epoca romana, la via Severiana Augusta, che congiungeva Mediolanum (la moderna Milano) con il Verbannus Lacus (il Lago Verbano, ovvero con il Lago Maggiore). Il suo percorso fu poi ripreso da Napoleone Bonaparte per realizzare la strada statale del Sempione.
Il legame tra Milano e Legnano non fu solo militare, ma anche economico: infatti, Legnano e gli altri contadi che gravitavano intorno al capoluogo meneghino, fornivano a Milano anche parte delle derrate alimentari prodotte. A partire dal Medioevo sempre più famiglie nobiliari milanesi iniziarono a soggiornare a Legnano in vari periodi dell'anno e ad acquistare immobili nel borgo legnanese.
Questo ruolo acuì gli attriti con Busto Arsizio, che invece continuò ad essere legata al Seprio. Il legame tra Legnano e Milano, e la presenza delle famiglie nobiliari milanesi, influenzò anche il vernacolo legnanese, che iniziò a differenziarsi dal dialetto bustocco. Infatti, grazie ai frequenti contatti tra le due città, il dialetto milanese iniziò a "contaminare" l'idioma parlato a Legnano. Nonostante questa tendenza, il dialetto legnanese continuò però a conservare - nei secoli - una cospicua diversità rispetto alla parlata meneghina. Questa "contaminazione" continuò fino al XIX secolo, quando subì un'accelerazione. Il processo era così veloce che, nel secolo citato, si crearono lievi differenze anche tra i vernacoli parlati da generazioni contigue. A questo processo di contaminazione da parte del milanese si aggiunse in seguito quello della lingua italiana.
Il dialetto milanese ebbe un ruolo importante per Legnano anche per un altro motivo, questa volta di carattere sociale. Fino all'inizio del XX a Legnano erano infatti in uso due idiomi: le classi più popolari utilizzavano il dialetto legnanese vero e proprio, mentre i cittadini più abbienti parlavano il vernacolo milanese. Già dal Medioevo, infatti, era comune il fatto che alcune famiglie nobiliari milanesi soggiornassero a Legnano in vari periodi dell'anno, e ciò contribuì ad accentuare questa tendenza. Tra il XVIII e il XIX secolo il dialetto legnanese, come i tutti gli idiomi lombardi, perse il passato remoto, che venne sostituito dal perfetto

## Caratteristiche

### Fonetica

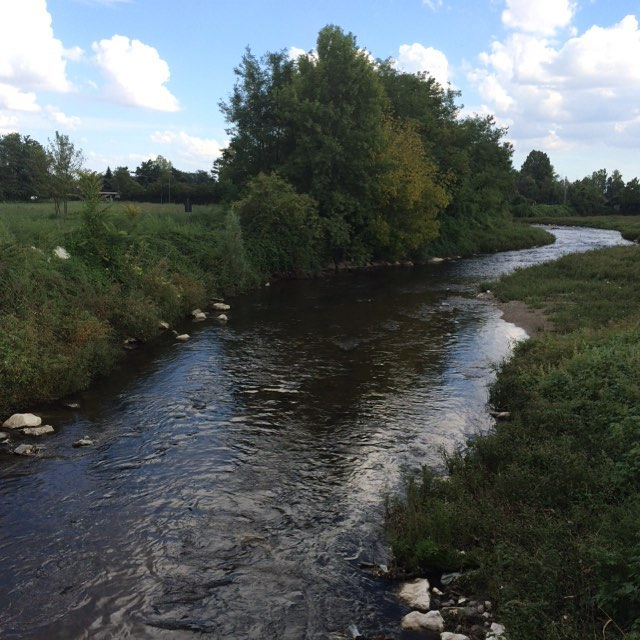
Il fiume Olona a valle del castello di Legnano. Questo corso d'acqua, in dialetto legnanese è chiamato "Urona", mentre nel vernacolo bustocco "Uona"

Un importante tratto fonetico distintivo che è presente nel dialetto legnanese ed in quello bustocco, e che differenzia queste parlate dagli idiomi delle isoglosse contigue, è la conservazione delle vocali finali non accentate. Nello specifico, il fenomeno della loro elisione - ad eccezione della -a - è iniziato verso il IX secolo in Francia, Piemonte, Emilia-Romagna e Lombardia, ovvero nelle aree un tempo dominate dai Celti. Ad esempio, in dialetto milanese si dice temp (it. "tempo"), oeucc (it. "occhio") e oreggia (it. "orecchio"), mentre a Legnano i termini utilizzati per esprimere gli stessi concetti sono tempu, ögiu e urégia. La medesima conservazione delle vocali atone la ritroviamo anche nei dialetti di Galliate e Borgomanero.
Questa regola è stata applicata anche a vocaboli nati relativamente recentemente. Ad esempio "cassetto", che è entrato nei vocabolari nel XV secolo, in dialetto milanese viene espresso come cassett, mentre a Legnano si dice casétu. A causa però della contaminazione del dialetto milanese, il vernacolo di Legnano non conserva la vocale atona finale per molte parole. Ad esempio, a Busto Arsizio si dice düu (it. "duro") e udùi (it. "odore"), mentre a Legnano si esprimono gli stessi concetti con dür e udùr.
Un'altra importante differenza tra il dialetto legnanese e quello bustocco riguarda la -r intervocalica. Nel vernacolo legnanese è stata conservata, mentre in quello bustocco è stata eliminata. A Busto Arsizio, infatti, si dice candìa, Uona e sia per riferirsi a "candela", "Olona" e "sera", mentre a Legnano si utilizzano i termini candìra, Urona e sira. Anche questa peculiarità che contraddistingue il dialetto legnanese da quello bustocco è mutuata dal vernacolo milanese. La caduta della -r intervocalica è oggetto di alterazioni anche in molti dialetti francesi.
Un esempio di tabella comparativa tra i dialetti milanese, legnanese e bustocco è: 
| italiano | milanese | legnanese | bustocco |
| tetto    | tècc     | téciu     | ticiu    |
| duro     | dur      | dür       | düu      |
| odore    | odor     | udùr      | udùi     |
| addosso  | addoss   | adós      | adósu    |
| braccio  | brasc    | brasc     | brasciu  |
| uovo     | oeuv     | ö         | öu       |
| Olona    | Ulona    | Urona     | Uòna     |

### Lessico

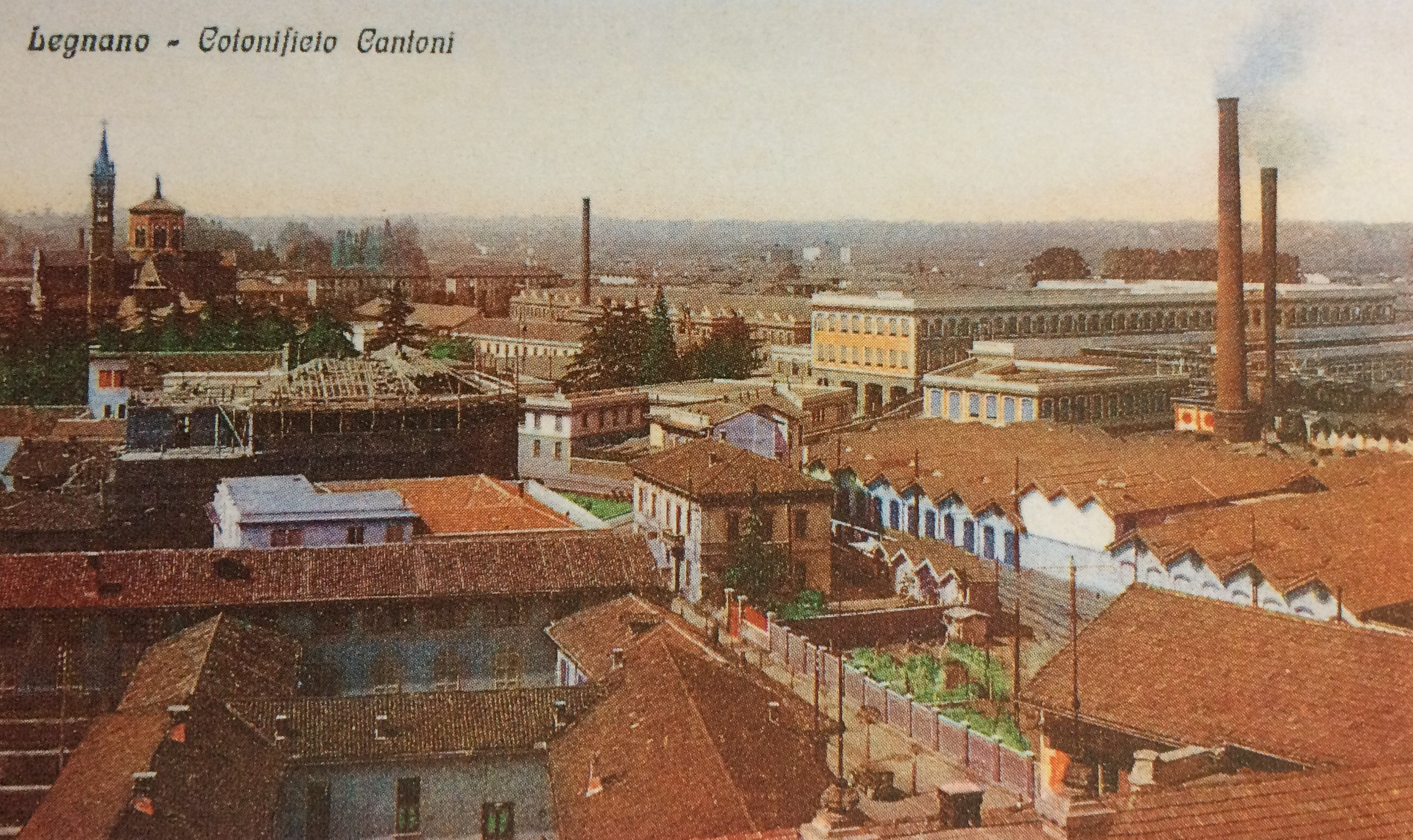
Veduta dello storico stabilimento legnanese del Cotonificio Cantoni nel 1920. Per questa fabbrica i legnanesi coniarono il neologismo dialettale "Cantunificiu"

Il dialetto legnanese era caratterizzato da un lessico peculiare che, nel corso dei secoli, si è gradualmente impoverito a causa della standardizzazione del vernacolo di Legnano al milanese e, in seguito, all'italiano. Un tempo il termine specifico del dialetto legnanese per riferirsi all'arcobaleno era rasciùm (in seguito, i legnanesi, per esprimere il medesimo concetto, hanno iniziato ad utilizzare il vocabolo arcubalén). Un altro esempio è il ragiù, che in dialetto legnanese significa "capofamiglia" (l'associazione locale "Famiglia Legnanese" utilizza questo termine ancora nel XXI secolo per definire la carica corrispondente al capo rappresentativo del sodalizio). Il dialetto bustocco non è meno vario. A Busto Arsizio, ad esempio, esistono cinque vocaboli per definire la "nebbia": nébia, caligiu, brögia, scighéa e luèsa.
Nei secoli passati era differente anche il termine utilizzato per denominare Legnano. La popolazione meno abbiente, che utilizzava il dialetto legnanese vero e proprio, definiva la propria città Lìgnan, mentre le classi più ricche, che parlavano il dialetto milanese, chiamavano il loro abitato Legnàn. Però, già all'inizio del XX secolo, il primo vocabolo menzionato è diventato desueto. Altri vocaboli arcaici del dialetto legnanese che sono scomparsi sono ardìa (it. "fil di ferro". In seguito i legnanesi hanno iniziato ad utilizzare il termine fil da fèr), bagàtu (it. "calzolaio". In seguito è entrato in uso il termine sciavatìn), buarùm (it. "pantano prodotto dallo sciogliersi della neve". Dopo si è cominciato ad utilizzare il vocabolo generico palta, cioè "fango"), instravilà (it. "mettere sulla buona strada") e insurmentì (it. "addormentarsi". In seguito i legnanesi hanno iniziato ad usare il termine indurmentàs). Come tutti i linguaggi, il dialetto legnanese si è arricchito, anche in tempi relativamente recenti, di neologismi. Un esempio è Cantunificiu, che è il vocabolo legnanese per chiamare il Cotonificio Cantoni.

## I verbi
Il dialetto legnanese, a differenza dell'italiano, possiede quattro coniugazioni verbali.

### Il verbo ausiliare "vès" (essere)
- Indicativo presente: mì (a) sóm, tì te sé, lü (a) l'é, nün (a) sèm, vióltar (a) sì, lur (a) ìn.
- Indicativo imperfetto: mì (a) sévu, tì te sévi, lü (a) l'éva, nün (a) sévum, vióltar (a) sévi, lur (i) ìvan.
- Indicativo futuro: mì (a) saró, tì te saré, lü (a) l'sarà, nün (a) sarèm, vióltar (a) sarì, lur a (a) saràn.
- Congiuntivo presente: che mì sìa, che tì ta sìa, che lü l'sia, che nün sìum, che vióltar sìi, che lur sìan.
- Congiuntivo imperfetto: che mì füsu, che tì te füsi, che lü l'füs/füdés, che nün a füsum, che vióltar füsi, che lur a füsan.
- Condizionale presente: mì sarìa/sarisu, tì te sarìa/sarisi, lü a l'sarìa/sarìs, nün sarìum/sarìsum, vióltar sarisi, lur sarìan/sarìsan.
- Infinito presente: vès
- Participio passato: sta.

### Il verbo ausiliare "avé" (avere)
- Indicativo presente: mì ó, tì t'é, lü l'à, nün èm, vióltar avì, lur àn.
- Indicativo imperfetto: mì évu, t'évi, lü l'éva, nün évum, vióltar évi, lur évan.
- Indicativo futuro: mì avaró, tì avaré, lü l'avarà, nün avarèm, vióltar avarì, lur avaràn.
- Congiuntivo presente: che mì abia, che tì abia, che lu l'abia, che nün àbium, che vióltar avì, che lur àbian.
- Congiuntivo imperfetto: che mì avésu, che tì t'avési, che lu a l'avés, che nün avésum, che vióltar avisi, che lur avésan.
- Condizionale presente: mì avarìa/avarisu, tì t'avarìa/avarisi, lu l'avaria/avarìs, nüm avarìum/avarìsum, vióltar avarisi, lur avarìan/avarìsan.
- Infinito presente: avé.
- Participio passato: vü.

### La prima coniugazione: "saltà" (saltare)
- Indicativo presente: mì (a) saltu, tì te salti, lù l'salta, nün (a) saltum, vióltar (a) saltì, lur (i) saltan.
- Indicativo imperfetto: mì (a) saltavu, tì te saltavi, lù l'saltava, nün (a) saltàvum, vióltar (a) saltavi, lur (a) saltàvan.
- Indicativo futuro: mì (a) saltaró, tì te saltaré, lü l'saltarà, nün (a) saltarèm, vióltar (a) saltarì, lur (a) saltaràn.
- Congiuntivo presente: che mì (a) saltu, che tì te salti, che lü l'salta, che nün (a) saltum, che vióltar (a) saltì, che lur (i) saltan.
- Congiuntivo imperfetto: che mì saltasu, che tì te saltasi, che lü l'saltàs, che nün saltàsum, che vióltar saltasi, che lur saltàsan.
- Condizionale presente: mì saltarisu, tì te saltarisi, lü l'saltarìs, nün saltarìsum, vióltar saltarisi, lur saltarìsan.
- Infinito presente: saltà.
- Participio passato: saltà

### La seconda coniugazione: "vidé" (vedere)
- Indicativo presente: mì (a) védu, tì te védi, lù l'védi, nün (a) védum, vióltar (a) vidì, lur (a) védan.
- Indicativo imperfetto: mì (a) vidévu, tì te vidévi, lü l'vidéva, nün (a) vidévum, vióltar (a) vidévi, lur (a) vidévan.
- Indicativo futuro: mì (a) vedaró, tì te vedaré, lü l'vedarà, nün (a) vedarèm, vióltar (a) vedarì, lur (a) vedaràn.
- Congiuntivo presente: che mì (a) védu, che tì te védi, che lü l'véda, che nün (a) védum, che vióltar (a) vedì, che lur (a) védan.
- Congiuntivo imperfetto: che mì vidésu, che tì te vidési, che lü l'vidés, che nün vidésum, che vióltar videsi, che lur vidésan.
- Condizionale presente: mì vedarisu, tì te vedarisi, lü l'vedarìs, nün vedarìsum, vióltar vedarisi, lur vedarìsan.
- Infinito presente: vidé.
- Participio passato: vistu.

### La terza coniugazione: "dèrvi" (aprire)
- Indicativo presente: mì (a) dèrvu, ecc., tì te dèrvi, lü l'dèrvi, nün (a) dèrvum, vióltar (a) dervì, lur (a) dèrvan.
- Indicativo imperfetto: mì (a) dervivu, tì te dervivi, lü l'derviva, nün (a) dervévum, vióltar (a) dervevi, lur (i) dervévan.
- Indicativo futuro: mì (a) dervaró, tì te dervaré, lü (a) l'dervarà, nün (a) dervarèm, vióltar (a) dervarì, lur (i) dervaràn.
- Congiuntivo presente: che mì (a) dèrva, ecc., che tì te dèrva, che lü l'dèrva, che nün (a) dèrvum, che vióltar (a) dervì, che lur (a) dèrvan.
- Congiuntivo imperfetto: che mì a dervisu, che tì te dervisi, che lü l'dervìs, che nün dervìsum, che vióltar devisi, che lur dervìsan.
- Condizionale presente: mì dervarisu, tì te dervarisi, lü l'dervarìs, nün dervarìsum, violtar dervarisi, lur dervarìsan.
- Infinito presente: dèrvi.
- Participio passato: "dervù".

### La quarta coniugazione: "sentì" (sentire)
- Indicativo presente: mì (a) séntu, tì te sénti, lü l'sénti, nün (a) séntum, vióltar (a) sentì, lur (i) séntan.
- Indicativo imperfetto: mì (a) sentivu, tì te sentivi, lü l'sentiva, nün (a) sentìvum, vióltar (a) sentivi, lur (a) sentìvan.
- Indicativo futuro: mì (a) sentaró, tì te sentaré, lü l'sentarà, nün (a) sentarèm, vióltar (a) sentarì, lur (i) sentaràn.
- Congiuntivo presente: che mì (a) séntu, che tì te sénti, che lü l'sénta, che nün (a) séntum, che vióltar a sentì, che lur (i) séntan.
- Congiuntivo imperfetto: che mì sentisu, che tì te sentisi, che lü l'sentìs, che nün sentìsum, che vióltar sentisi, che lur sentìsan.
- Condizionale presente: mì sentarisu, tì te sentarisi, lü l'sentarìs, nün sentarìsum, vióltar sentarisi, lur sentarìsan.
- Infinito presente: sentì.

## "I Legnanesi"
In dialetto legnanese sono scritti gli spettacoli della compagnia teatrale italiana dialettale "I Legnanesi". Le loro commedie, esempio più famoso di teatro en travesti in Italia, hanno come soggetto personaggi satirici che gravitano intorno a una tipica corte lombarda, i cui più importanti sono Teresa, Mabilia, e Giovanni. La compagnia, fondata a Legnano nel 1949 da Felice Musazzi, Tony Barlocco e Luigi Cavalleri, è tra gli esempi più importanti in Europa di teatro dialettale.

### Esplicative
1. ↑  Riconoscendo l'arbitrarietà delle definizioni, nella nomenclatura delle voci viene usato il termine "lingua" in accordo alle norme ISO 639-1, 639-2 o 639-3. Negli altri casi, viene usato il termine "dialetto".
2. ↑  Tali questioni potevano essere di carattere religioso oppure civile.
3. ↑  Il Biondelli riporta che il dialetto milanese fu la prima variante lombarda a perdere questo tempo verbale. Cfr. Biondelli, Bernardino: Saggio sui dialetti Gallo-italici, 1853.
4. ↑  Nei dialetti della pianura padana la -a è stata invece conservata, mentre in Francia si è trasformata in -e muta. Cfr. Giorgio D'Ilario, Dizionario legnanese, 2003, p. 31.

### Bibliografiche
1. 1 2   lombardi, dialetti, in Enciclopedia dell'italiano, Roma, Istituto dell'Enciclopedia Italiana, 2010-2011.
2. 1 2 3 4 5 6  Agnoletto, p. 120.
3. 1 2  D'Ilario, 2003, p. 28.
4. 1 2  D'Ilario, 2003, p. 29.
5. 1 2  D'Ilario, 2003, p. 30.
6. 1 2 3 4 5  Agnoletto, p. 121.
7. ↑  Agnoletto, pp. 120-121.
8. 1 2 3 4 5 6  D'Ilario, 2003, p. 35.
9. ↑  Autori vari, p. 18.
10. ↑  Agnoletto, p. 38.
11. ↑  Soprintendenza, p. 18.
12. ↑  D'Ilario, 1984, p. 23.
13. ↑  D'Ilario, 1984, p. 20.
14. 1 2  D'Ilario, 2003, p. 38.
15. ↑  D'Ilario, 2003, p. 22.
16. 1 2  D'Ilario, 2003, p. 45.
17. 1 2 3  D'Ilario, 2003, p. 34.
18. ↑   La lingua padana o padanese, su veja.it. URL consultato il 21 settembre 2017.
19. 1 2 3  D'Ilario, 2003, p. 31.
20. 1 2 3 4  D'Ilario, 2003, p. 37.
21. ↑  D'Ilario, 2003, p. 39.
22. ↑  D'Ilario, 2003, pp. 44-45.
23. ↑  D'Ilario, 2003, p. 156.
24. 1 2  D'Ilario, 2003, p. 44.
25. ↑  D'Ilario, 2003, p. 124.
26. ↑  D'Ilario, 1984, p. 19.
27. ↑  D'Ilario, 2003, p. 67.
28. ↑  D'Ilario, 2003, p. 70.
29. ↑  D'Ilario, 2003, p. 77.
30. 1 2  D'Ilario, 2003, p. 121.
31. ↑  D'Ilario, 2003, p. 85.
32. ↑  D'Ilario, 2003, pp. 239-244.
33. 1 2 3   Antonio Provasio, capocomico dei Legnanesi: "Milano mi dà il pane e mi riempie il cuore", su ilgiorno.it. URL consultato l'11 aprile 2014.